# 普雷德沃爾
普雷德沃爾（斯洛維尼亞語： 發音：[pɾɛˈdʋɔɾ]），是斯洛維尼亞普雷德沃尔市镇的聚居地及行政中心。

## 教堂
當地的教堂是獻給聖彼得。它的歷史可追溯至18世紀中葉，其中包含 Janez Wolf（1825–1884年）的一幅《最後的晚餐》畫作和 Matija Bradaška（1852–1915年）的壁畫。教堂前的小教堂有 Leopold Layer（1752–1828年）的畫作。

## 外部連結
- 维基共享资源上的相關多媒體資源：普雷德沃爾
- Preddvor on Geopedia （页面存档备份，存于）